# فرنسيسكو بورتيو (لاعب كرة قدم)
فرنسيسكو بورتيو (بالإسبانية: Francisco Portillo)‏ هو مدرب كرة قدم ولاعب كرة قدم باراغواياني، ولد في 24 يوليو 1987 في Santiago, Paraguay ‏ في باراغواي. لعب مع نادي ديبورتيفو أراب يونيدو.

## وصلات خارجية
- فرنسيسكو بورتيو على موقع قاعدة بيانات كرة القدم.إي يو (الإنجليزية)
- فرنسيسكو بورتيو على موقع Soccerway.com (الإنجليزية)
- فرنسيسكو بورتيو على موقع AS.com (الإسبانية)